# Viennetta

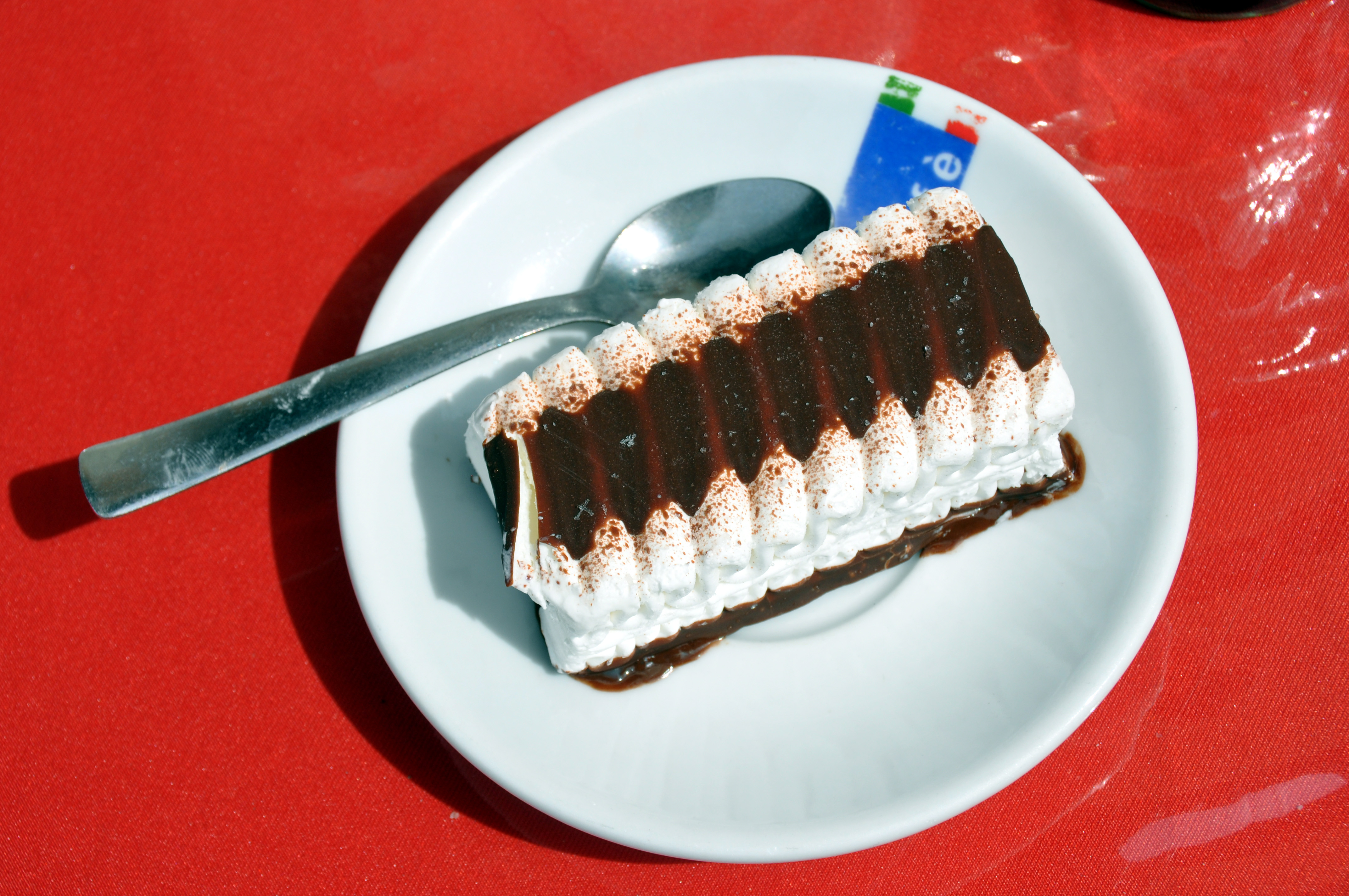
Viennetta i portionsstorlek.

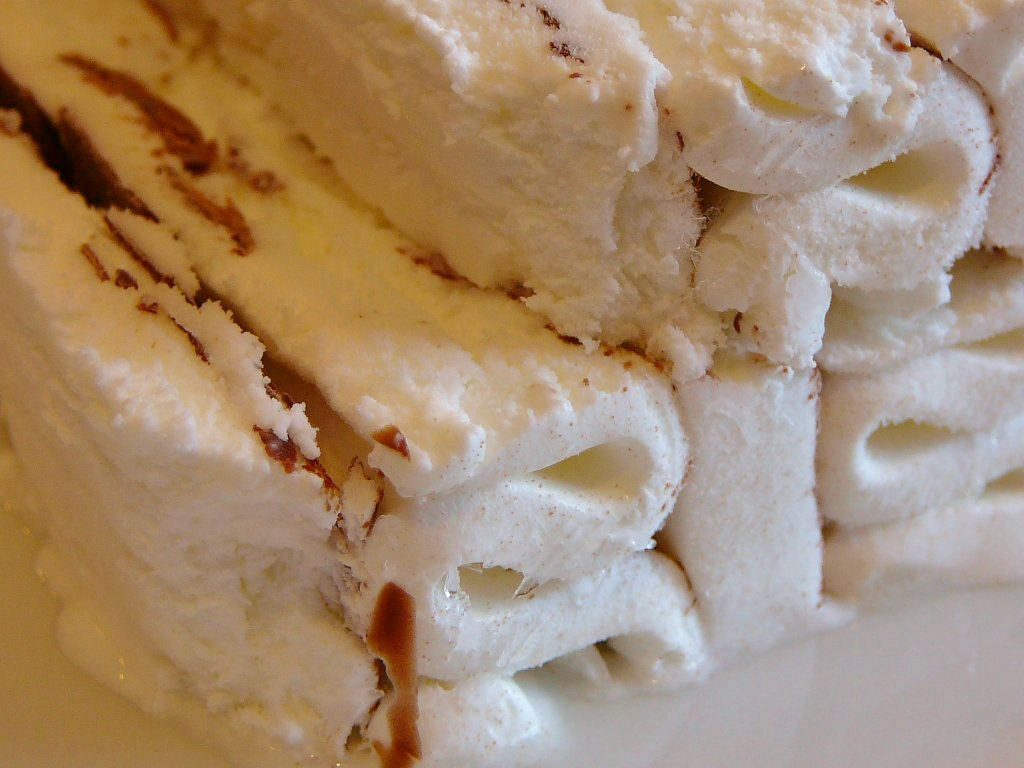
Närbild på Viennetta vanilj.

Viennetta är en glassprodukt som tillverkas av Unilever och marknadsförs världen runt under Unilevers Heartbrand-logotyp. Den första Viennetta-varianten togs fram av det engelska glassföretaget Wall's ice cream 1982. Viennetta är uppbyggd av lager med glass varvat med tunn choklad. Topplagret är vågigt till formen. Viennetta finns i olika smaker och varianter världen över. I Sverige finns den i smakerna Vanilla (vaniljglass) och Chocolate (chokladglass), tidigare även Strawberry (jordgubbsglass).